# Denice
Denice – miejscowość i gmina we Włoszech, w regionie Piemont, w prowincji Alessandria.
Według danych na styczeń 2010 gminę zamieszkiwało 201 osób przy gęstości zaludnienia 27 os./1 km².